# 痛郎
痛郎(ita-roh)（いたろう）は、"天然詩人" 井手宣裕 率いる、日本のロックバンド。変拍子系プログレッシブ・ロック、ハードロックを基調とし、初期は "ハードコア・ジャズ・パンク" を自らのジャンルと称した・

## 黎明期・第一期 1986-1989
"理想形"の完成までの足取り
1986年、遮断のメンバーだった井手宣裕(bass,vocal)、浜田一孝(drums,flute,vocal)を中心に結成。大橋義典(guitar)、若桑比織(sax,guitar)、香住(vocal)が加わりバンドとして活動開始。
当時、町田町蔵率いる人民オリンピックショウで、井手がコーラスとして参加していたことが縁で、町田から、井手、浜田、大橋に"芸名"を与えられた。井手の芸名が「今朝まで居たろう?」だったことから、神楽坂エクスプロージョンの初ライブの際に、バンド名が必要になり、浜田の一言「井手がリーダーなんだから『いたろう』でいいんじゃない?」で「いたろう」（当て字で「痛郎」）に決まり現在もその名前で活動を続けている。
同年8月30日の浦和田島ヶ原で行われた野外ライブ「ウラワ・ロックンロールセンター」を最後に香住が脱退。香住に代わってケイコ(vocal)が参加する。TRANS RECORDSに送ったカセット音源がそのまま1曲がオムニバス「Newwave no Gyakushu 2 (NG2)」に収録。やがて方向性の違いからケイコ、続いて若桑が脱退。
ナゴムレコード「おまつり ナゴムオムニバスIII」に参加。続いてナゴムレコードから、single「But I did not want to Be」を発表。
井手が痛郎のさらなる発表の媒体を求め、レーベル「ZIKS PRODUCT」を立ち上げ、single「ziks-001」を製作、新宿ロフトでのCANIS LUPUSとの共演のとき無料で配布した（ziksは、Bloody Butterfly、Zk Recordsに展開する）。
活動停止、解散
同時期に浜田が参加していたバンドTHE WEEDのメジャー・デビューを機に浜田が痛郎を脱退することで解散。
1989年10月10日、新宿ロフトでのライブを最後に第一期の解散。解散ライブの録音とスタジオ音源から選曲されたものはCD「LAST GIG & RARE TAKES」に収録。

### ディスコグラフィ
音源（オムニバス）
- 1987 「Newwave no Gyakushu 2 NG II (TRANS RECORDS TRANS-18) 「なんで？」
- 1988 おまつり ナゴムオムニバスIII (ナゴムレコード NG-52) 「ぼくはかけらを探してる」

音源（シングルレコード）
- 1988 But I did not want to Be (ナゴムレコード NG-50)
- 「新しい記憶へ、だけど僕は裏切るだろう、奪い損ねたのは子供の頃の僕なのかも知れない」
- 1989 ITA-ROH 2ndEP (ZKRecords ZIKS-001) 「花嫁人形、AAAAZKSSAAX、2914」

音源（フルアルバム）
- 1990 LAST GIG and RARE TAKES (ZKRecords ZIKS-003)

## 第二期 1989-1991
準備期
井手宣裕、天谷一夫(guitar)、pop鈴木(drums)　
井手宣裕、天谷一夫、氏家悠路(drums,chorus)　
SSE COMMUNICATIONSから出されたオムニバス「Galaxy & Nu Beauty」に「だから、ですから、許してください」で参加。これを機にヘルプで参加した大橋が痛郎に復帰。
"理想形"の完成へ
井手宣裕(bass,vocal)、天谷一夫(guitar)、氏家悠路(drums,chorus)、大橋義典(guitar)
繊細な音のイメージである大橋(guitar)、浜田(drums)から、Loud&Heavyなタイプの天谷(guitar)、氏家(drums)に変わり、痛郎の音楽はダイナミックに変化した。脱退した大橋(guitar)が戻った事で、楽曲のアレンジはさらにプログレッシブな展開に。
活動停止、解散
約2年の活動の後、天谷は事情で痛郎を脱退する事になる。

### ディスコグラフィ
音源（オムニバス）
- 1990 Galaxy & Nu Beauty (SSE SSE4002) 「だから、ですから、許して下さい」
- 1991 BLOODY BUTTERFLY from OVERDRIVE CLOUDY SKYES (ZKRECORDS ZIKSBB-001)
- 「INDIAN LEECH,BLUE BLUE SEA,NOTHING NOTHING」

音源（フルアルバム）
- 1991 KIMIGAWARUINJYANAIYO (ZKRecords ZIKSBB-005)（BBcomp-003）
- 1991 THE END of SUNNY DAYS (ZKRecords ZIKSBB-008)（BBcomp-004）

## SUNDAY-CALL・E・P(EPNF) 1991-1992
痛郎とEPNF
第二期痛郎が解散するのと同じ頃、dip the flagが解散したことで、オオハラノブヲ(drums)を、「ガイヤの痛郎」で共演した下重守(guitar)を迎えライブ活動を再開。古い痛郎のレパートリーを封印し、メロディアスでPOPな傾向の曲を演奏した。当時若くスマートなセンスのオオハラと下重が、コテコテな「インドの蛭」をやるのは、ちょっと無理があるか、ちょっと酷か、似合わないか、ディップのファンが許さないか、ということは意識していた。コテコテの変拍子で演奏重視よりも、もう少し軽い感じで、というコンセプトである。この時期は東京以外でライブをするときにだけ「痛郎」を名乗っていた。
井手宣裕、大橋義典、オオハラノブヲ （ライブは東京以外の場合、痛郎名義で活動）
井手宣裕、大橋義典、オオハラノブヲ、下重守（ライブは東京都内の場合、活動するとき痛郎の名前は伏せていた）
活動停止・解散
オオハラが脱退のために、再び活動停止することになる。

### ディスコグラフィ
音源（オムニバス）
- 1992 ZK + SAMPLERS 1992 → 93 (ZKrecords ZIKS-005) 「BLUE THINKING」
- 1998 Passed Days (ZKrecords/MusicMine MKCZ-1008) 「春夏秋冬」
- 2001 ZK + SAMPLERS "Slice of Reality" (ZKrecords ZIKS-023) 「BLUE THINKING,BREATH」

## 復活・再出発への足取り 1994-
1994年
井手、大橋、天谷、氏家の四人が再びリハーサルを再開。8月に渋谷公会堂で行われたイベント「ナゴム・ストライクス・バック94」に、客入れ前の5分間だけということで「カラカラ」を飛び入りで演奏。9月に渋谷CLUB QUATTROで、復活ライブを行う。その後、数曲をレコーディングするが、製作途中でレコーディングを断念。そのまま痛郎は活動停止になる。
2002年
井手、天谷、カンノ(drums)でリハーサルを行うが、活動は白紙になる。
2007年
井手、天谷、Leningrad Blues Machineの渡邊靖之(drums)がリハーサル開始。
まもなく大橋も合流して4人になるが、天谷はGENOCIDE nipponを始動させるため痛郎参加から下りることになる。
2008年
天谷に代わり、“はるひろの”のナガノサチコ(guitar)が参加、11月Studio OURHOUSEにてスタジオライブを行う。
2009年
ナガノに代わり、Hammer Lee(guitar)が参加。3曲入りCD-Rをライブ会場にて物販する。（逃げる風のカケラ、FLY、青海）3月をもってHammer Lee 脱退。

### 音源(CD-R)
2009 痛郎 CD-R Ver,3.02
2019年
曇ヶ原のギタリスト、ヴァイオラ伊藤が参加し、再始動。
2020年
初のスタジオ録音アルバムをリリース。

### 音源(CD)
2020年2月12日発売「No Title」。30年以上のキャリアの中でスタジオ録音によるフルアルバムは初であった。
2022年7月30日
タバタミツルを迎えた【痛郎ver3.04】を開始。
2023年7月29日
痛郎bandcampアカウント開設。初期フルアルバム3作、「LAST GIG and RARE TAKES」、「KIMIGAWARUINJYANAIYO」、「THE END of SUNNY DAYS」を配信販売開始。井手が新たに立ち上げたプロジェクト「independent zaza」からのリリースとなる。
2023年11月1日
東高円寺UFO CLUBでの約20年振りとなるワンマンライヴをもってギター・ヴァイオラ伊藤が脱退。痛郎ver3.04凍結。